# Cristine Prosperi

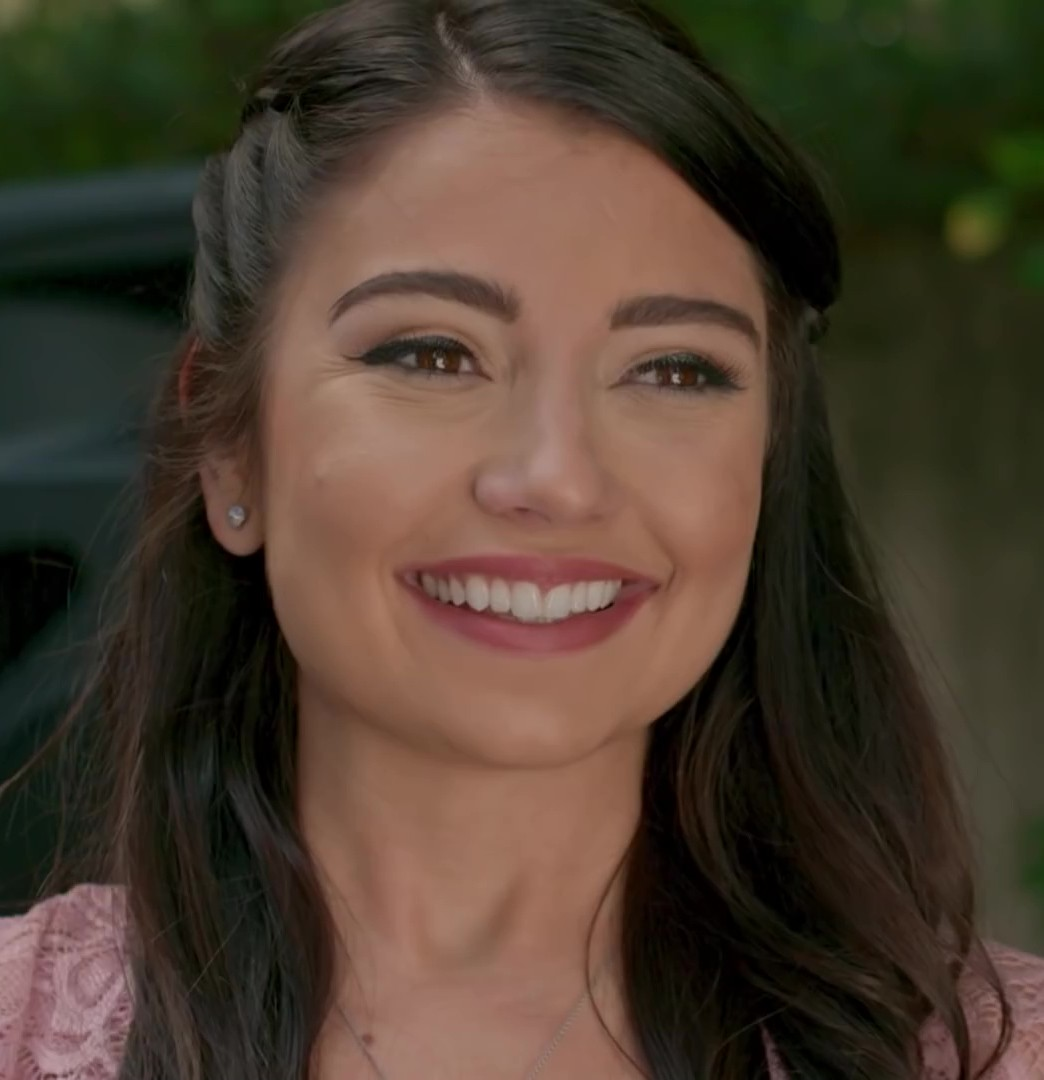
Cristine Prosperi, 2019

Cristine Prosperi (* 7. April 1993 in Toronto, Ontario) ist eine kanadische Schauspielerin, die vor allem durch ihre Rolle der Imogen Moreno in der Fernsehserie Degrassi bekannt wurde.

## Leben
Prosperi wuchs in Toronto auf. Ihre erste Rolle spielte sie im Alter von drei Jahren in einem Werbespot. Mit der Unterstützung ihrer Eltern verfolgte sie neben ihrer Ausbildung ihre Schauspielkarriere. Im Alter von 17 gelang ihr der Durchbruch mit der Rolle der Imogen in der Serie Degrassi. Neben der internationalen Aufmerksamkeit verschaffte ihr diese Rolle auch große Anerkennung bei Jugendlichen in der LGBT-Szene. Von 2014 an betrieb sie den Mode- und Lifestyleblog styleprosperity.com (inzwischen offline, 5. Oktober 2022). Prosperi lebt abwechselnd in Toronto und Los Angeles.
Für ihre Rolle in Degrassi erhielt Prosperi bei den Young Artist Awards 2012 in Los Angeles die Auszeichnung als Beste Hauptdarstellerin in einer Fernsehserie.

## Filmografie (Auswahl)

### Filme
- 2007: Echoes 2 – Stimmen aus der Zwischenwelt (Stir of Echoes: The Homecoming)
- 2007: Your Beautiful Cul de Sac Home
- 2013: Nicky Deuce (Fernsehfilm)
- 2016: His Double Life (Fernsehfilm)
- 2017: The Wrong Neighbor (Fernsehfilm)
- 2017: Girls United – Der große Showdown (Bring It On: Worldwide #Cheersmack)
- 2017: A Christmas Cruise (Fernsehfilm)
- 2018: Murdered at 17 (Fernsehfilm)
- 2018: A Wedding for Christmas (Fernsehfilm)
- 2019: The Wrong Cheerleader (Fernsehfilm)

### Fernsehserien
- 2009: Teen Buzz (The Latest Buzz, 1 Episode)
- 2011–2012: Really Me – Der Star bin ich! (Really Me, 11 Episoden)
- 2011–2012: Totally Amp’d (10 Episoden)
- 2011–2015: Degrassi (132 Episoden)
- 2015: Open Heart (12 Episoden)
- 2016: 2nd Generation (5 Episoden)